# Maciej Siwicki
Maciej Wojciech Siwicki (ur. 10 lutego 1986 w Żarach) – polski samorządowiec i nauczyciel, od 2024 wicewojewoda lubuski.

## Życiorys
Z wykształcenia magister historii, absolwent Uniwersytetu Zielonogórskiego. Publikował artykuły naukowe dotyczące historii XX wieku, m.in. w „Studiach Zachodnich”. Pracował jako nauczyciel historii w różnych szkołach. Zatrudniony w ośrodkach pomocy społecznej w powiecie żagańskim i nowosolskim, był także społecznym kuratorem sądowym. Zaangażowany w działalność społeczną m.in. na rzecz kombatantów i seniorów. W 2014, 2018 i 2024 wybierany do rady miejskiej Szprotawy (w pierwszych wyborach z listy Polskiego Stronnictwa Ludowego, następnie z lokalnego komitetu). Zaangażował się w międzyczasie w działalność polityczną w ramach Polski 2050. Bez powodzenia kandydował do Sejmu w 2023 z ramienia Trzeciej Drogi. 12 lipca 2024 powołany na stanowisko pierwszego wicewojewody lubuskiego w miejsce Dariusza Popławskiego.

## Odznaczenia
Odznaczony m.in. Medalem Komisji Edukacji Narodowej i Brązowym Krzyżem Zasługi za zasługi w działalności na rzecz rozwoju oświaty (2020).